# Austrochorema wenta
Austrochorema wenta är en nattsländeart som beskrevs av Mosely in Mosely och Douglas E. Kimmins 1953. Austrochorema wenta ingår i släktet Austrochorema och familjen Hydrobiosidae. Inga underarter finns listade i Catalogue of Life.